# Осокінські острови
Осо́кінські острови́ — загальнозоологічний заказник місцевого значення в Черкаському районі Черкаської області.

## Опис
Заказник розташовано на Кременчуцькому водосховищі в межах Свидівоцької сільської ради.
Як об'єкт природно-заповідного фонду створено рішенням Черкаської обласної ради від 07.08.2008 р. № 20-16/V.
Під охороною об'єкти тваринного і рослинного світу, острови та акваторія Кременчуцького водосховища. Заказник — цінне місце нересту риб та розмноження водно-болотних птахів. Серед видів птахів, занесених до Червоної книги України, на гніздуванні зустрічаються: орлан-білохвіст, шуліка чорний, кулик-сорока; під час міграцій та на зимівлях — лунь польовий, гоголь, кульон великий, крячок каспійський, сорокопуд сірий; серед рослин — водяний горіх, сальвінія плаваюча та інші.

## Галерея

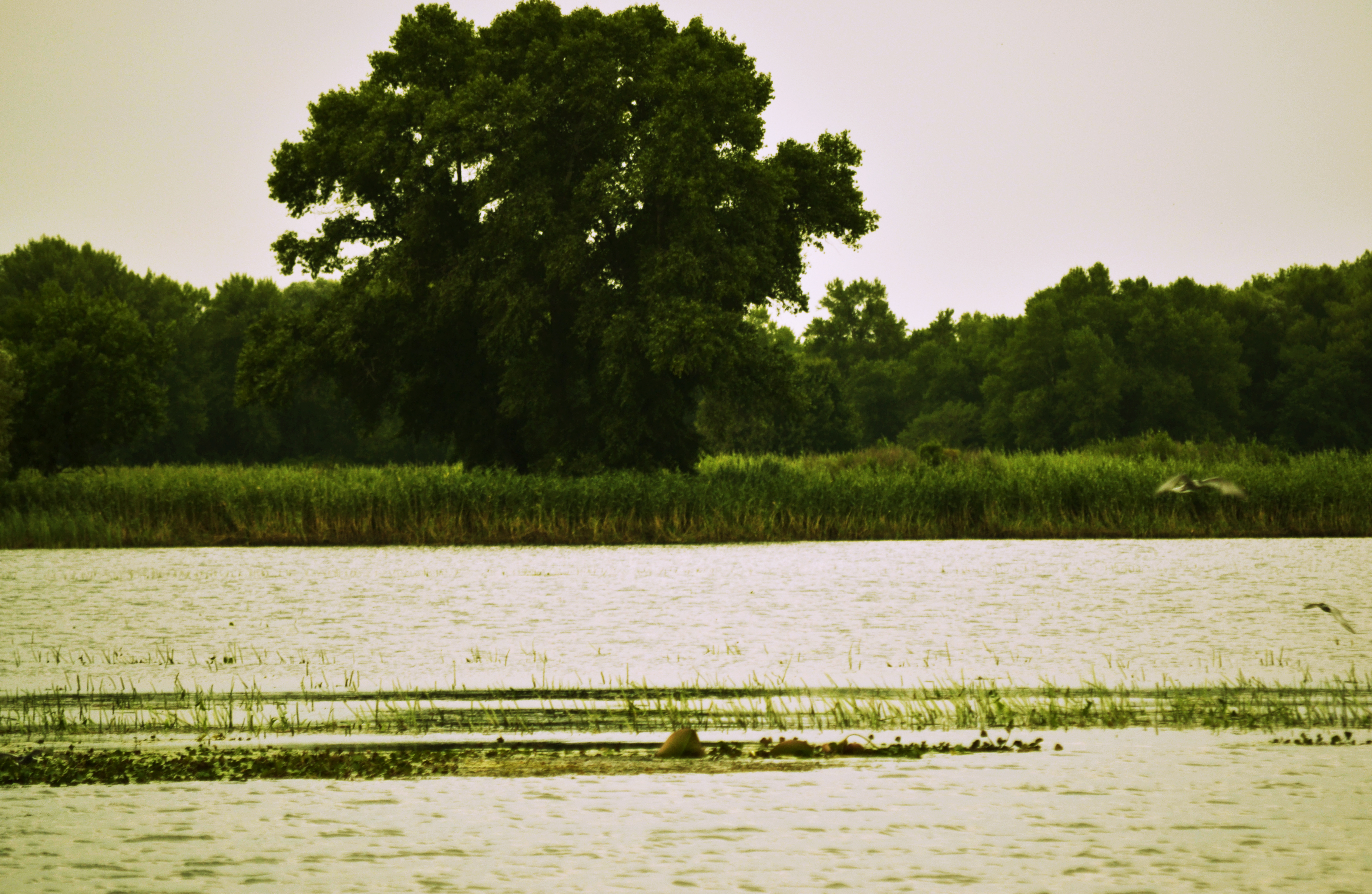
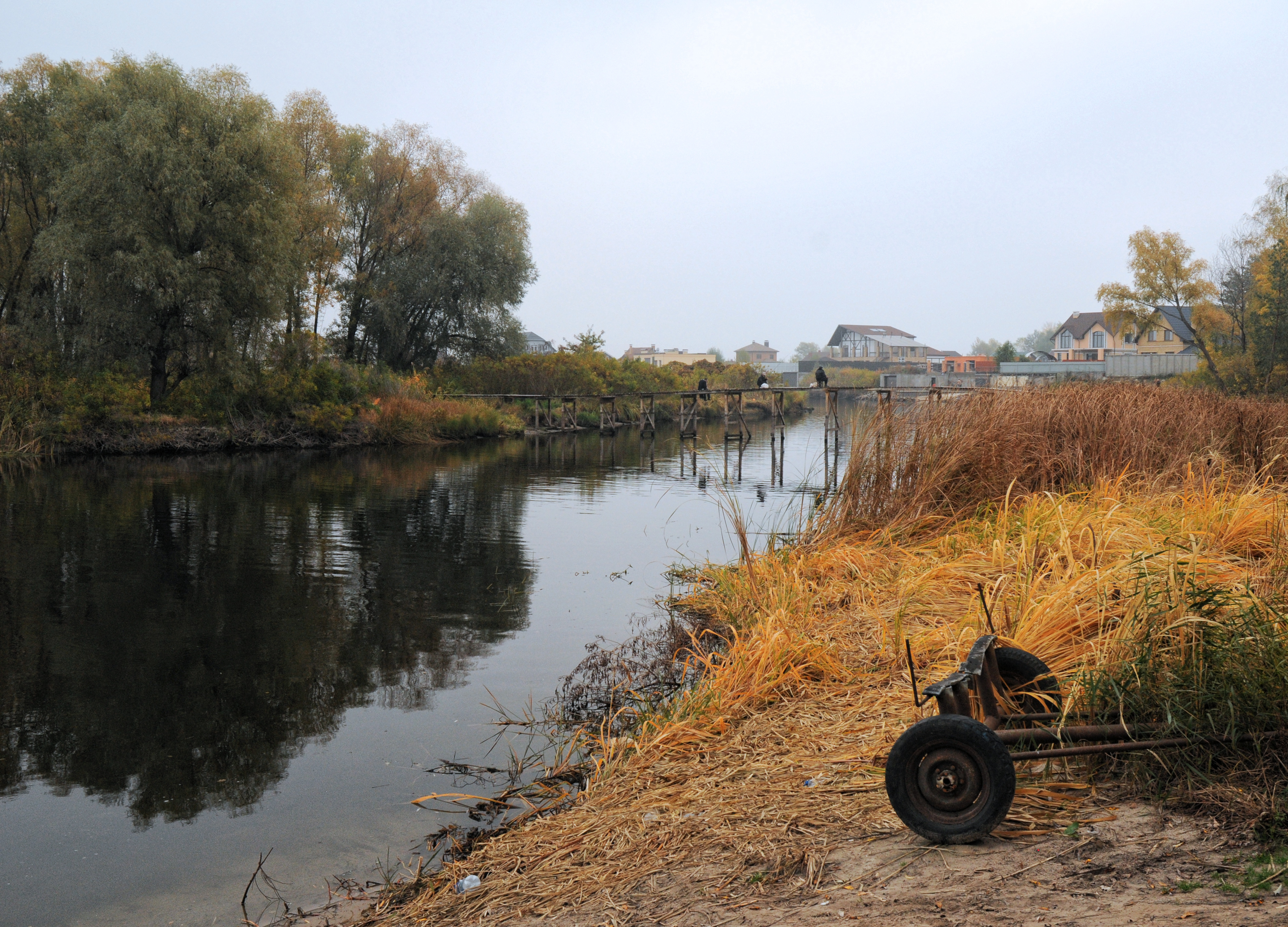
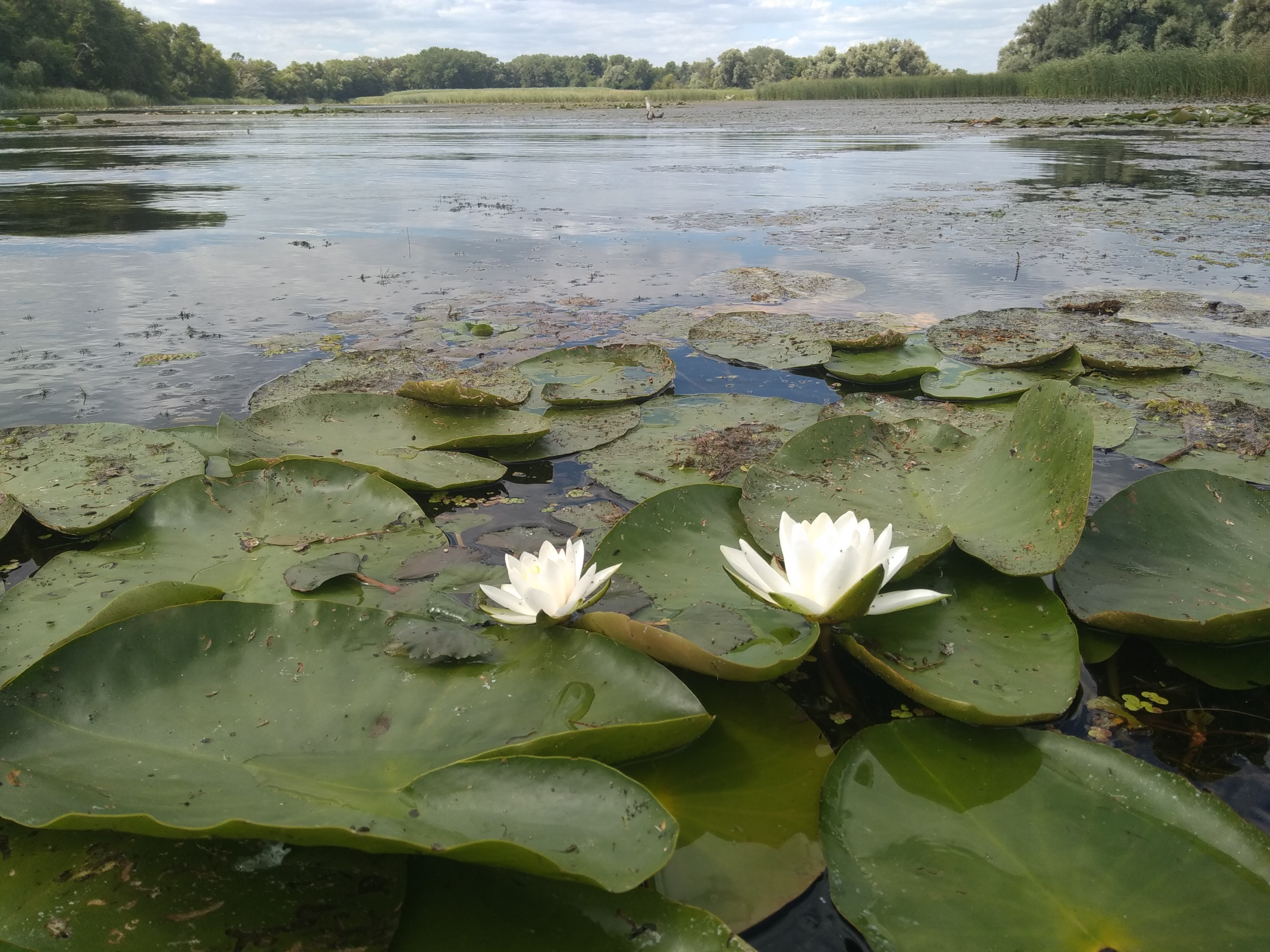
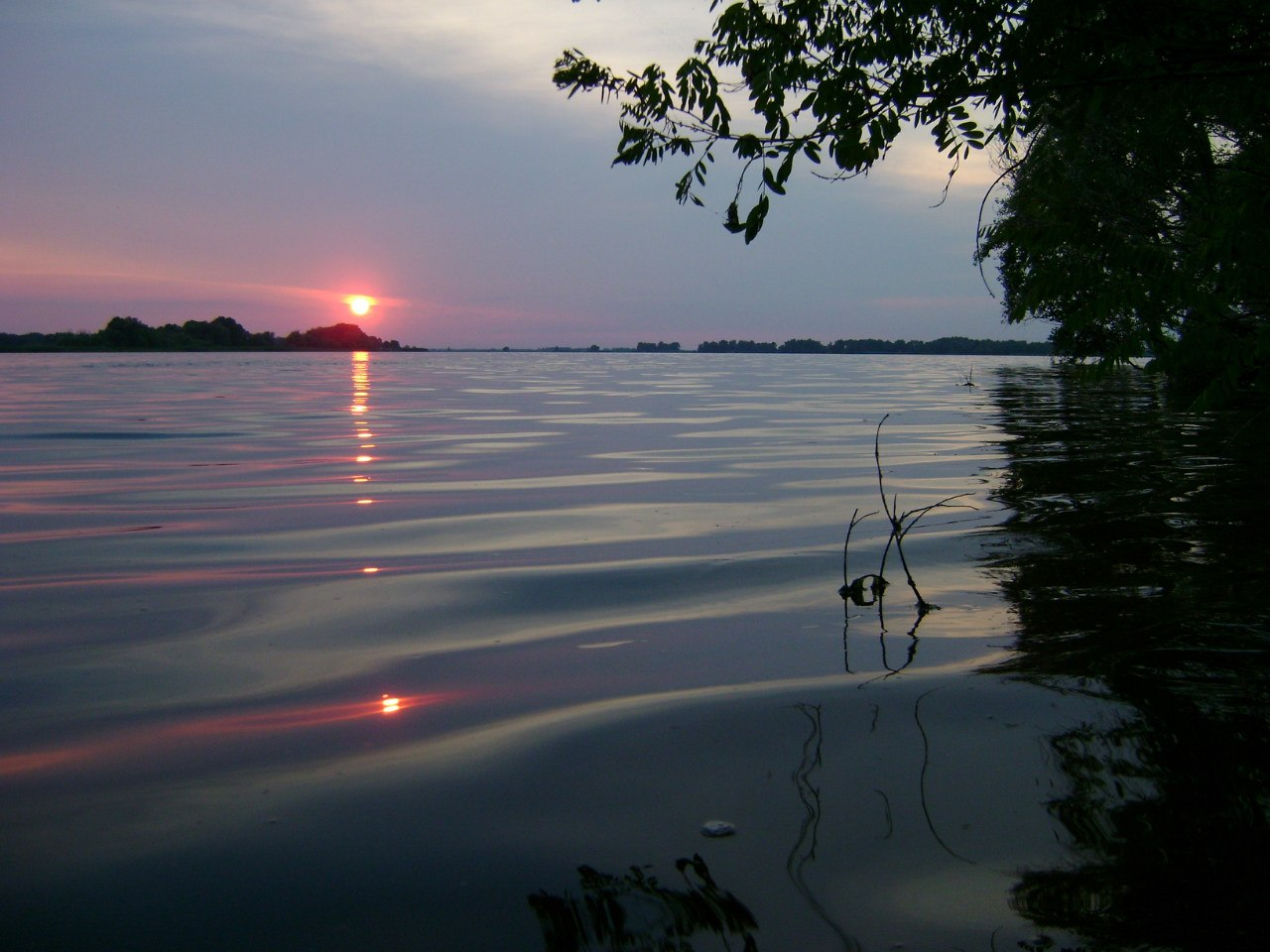